# Новиков, Юрий Николаевич (легкоатлет)
Ю́рий Никола́евич Но́виков (род. 23 апреля 1958, Воронеж) — советский легкоатлет, специалист по метанию копья. Наивысших успехов добился в 1980-х годах, чемпион РСФСР, победитель зимнего чемпионата СССР, многократный призёр первенств всесоюзного и всероссийского значения. Представлял Воронеж и физкультурно-спортивное общество «Динамо». Мастер спорта СССР.

## Биография
Юрий Новиков родился 23 апреля 1958 года в Воронеже. Занимался лёгкой атлетикой в местной секции, выступал за физкультурно-спортивное общество «Динамо».
В 1979 году выполнил норматив мастера спорта СССР.
В сезоне 1981 года с результатом 82,66 одержал победу на соревнованиях в Благовещенске.
В августе 1982 года на турнире в Туле метнул копьё на 81,92 метра и завоевал серебряную награду.
В мае 1983 года с результатом 81,18 победил на турнире в Адлере.
В 1984 году выиграл два турнира в Сочи с лучшим результатом в сезоне — 84,72 метра, взял бронзу на Мемориале братьев Знаменских в Сочи и на всесоюзном турнире в Киеве. На чемпионате СССР в Донецке метнул копьё на 84,44 метра и стал четвёртым.
В 1985 году победил на зимнем чемпионате СССР по метаниям в Адлере, установив при этом личный рекорд с копьём старого образца — 86,06 метра.
В 1986 году на чемпионате СССР в Киеве выступал с копьём нового образца, показал результат 75,92 метра и занял итоговое пятое место.
Окончил Воронежский государственный институт физической культуры (1984). Впоследствии работал преподавателем в Воронежском государственном техническом университете, доцент кафедры физического воспитания и спорта.